# Робърт Оуен
Робърт Оуен (на английски: Robert Owen) е британски социален реформатор и един от основателите на утопичния социализъм и кооперативното движение.

## Произход и младост
Робърт Оуен е роден в Нютаун, малък търговски град в графство Монтгомъришър — централен Уелс. Баща му е бил сарач. Майката на Оуен произлиза от проспериращите по онова време земеделски семейства. В родния си град младият Оуен получава почти цялото си училищното образование, което приключва на десетгодишна възраст. През 1787 г., след като няколко години работи в манифактурен магазин, той се установява в Лондон. На 21 години той вече е мениджър на фабриката за памук „Chorlton Twist Mills“ в Манчестър.
В началото на 1790 започват да се очертават неговият предприемачески дух, умение за управление и прогресивни морални възгледи. През 1793 г. е избран за член на „Литературно и философско общество Манчестър“, където се обсъждат идеите на реформаторите и философите на Просвещението. Става и член на комисията на „Манчестърския съвет за здравеопазване“, който е създаден за насърчаване подобряването на здравето и условията на труд на работниците във фабриките.
По време на посещение в Глазгоу той се влюбва в Каролин Дю (Caroline Dew), дъщеря на фабриканта Дейвид Дейл и през септември 1799 след женитбата си с нея те заживяват в Ню Ланарк. Убеждава партньорите си да започнат работа там. И през януари 1810 г. Оуен става управител и собственик на дял от фабриката. Окуражен от големия си успех в управлението на фабриката за памук в Манчестър, той се надява да прокара новите си по-високи принципи и да се съсредоточи по-малко върху търговските принципи.

## Проектът в Ню Ланарк
Фабриката в Ню Ланарк е основана през 1785 от тъста му Дейвид Дейл и Ричард Аркрайт. Машините в нея били задвижвани от водите на водопада Клайд, което е нововъведение по онова време. Във фабриката работели около 2000 души, 500 от тях били деца на 5 или 6-годишна възраст, водени от домове и сиропиталища от Единбург и Глазгоу. Към децата се отнасяли добре, но общото състояние на работниците било незадоволително. Много от работещите там били от най-ниските прослойки на населението: крадци и алкохолици, без образование, повечето семейства живеели в една стая. Само тези хора се съгласявали да работят (да бъдат експлоатирани) при тогавашните условия – ниско заплащане, около 16-часов работен ден и тежки условия на труд.
По онова време много от работодателите използвали така наречената „truck system“. Системата представлявала магазини, собственост на работодателя, в които той продава стоки на работниците си на много по-високи цени, като те заплащат чрез купони или ваучери, които важат само в тези определени магазини с голяма надценка. Оуен направил подобна система, но в която работниците закупували стоките на малко по-висока от доставната цена. Продажбата на алкохол в тези магазини била доста ограничена. Този принцип се превръща в основен за работата на кооперативните магазини във Великобритания, които продължават да работят и до днес.
Най-големите успехи на Оуен са в областта на работата с деца, на които той е отделял специално внимание. Той е основател на детските градини в Обединеното кралство и особено в Шотландия. Въпреки че неговите идеи приличат на европейските реформи по това време, той вероятно не е бил повлиян от континенталните възгледи и идеите му за идеално образование са били негови собствени. Той е първият, който намалява работния ден на 10 часа и слага долна граница на детския труд – 10-годишна възраст.
Фабриките му продължават да имат голям търговски успех, но някои от схемите на Оуен включват значителни разходи, което не се харесва на неговите партньори. Уморен от споровете с колегите си, които искали да се придържат към установените корпоративни принципи, през 1813 Оуен намерил нови инвеститори и ги заменил. Новите му партньори – Джеръми Бентам и Уилям Алън били съгласни да приемат възвръщаемост на капитала си от 5000 паунда, оставяйки на Оуен по-свободно поле за филантропията му. През същата година той пише няколко есета, в които излага основните принципи, очертаващи философията му за образование.
За следващите няколко години работата на Оуен в Ню Ланарк продължава да има национално и дори европейско значение. Схемите за образованието на неговите работници, довели до отварянето на нещо като институт в Ню Ланарк през 1816 г. Оуен е ревностен поддръжник на корпоративното законодателство, отразено в Закона за фабриките от 1819, който значително го разочарова.
Оуен въвел нови принципи за повишаване стандарта на произвежданите стоки. Над всяко работно място имало куб с лица в различен цвят. Лицето се сменяло в зависимост от качеството и количеството на произведената от работника стока. Тази индикация за извършената работа се виждала от всички. Следователно работникът имал интерес да работи качествено. Въпреки че сами по себе си не били голям стимул, условията на труд в Ню Ланарк били революционни за времето си. Връзката между Оуен и неговите работници остава отлична, и продължава с гладкост и навременно протичане на всички операции във фабриката. Бизнесът продължава да се отличава с голям търговски успех.

## Идеи
Първоначално Оуен бил последовател на класическия либерал и утилитарист Джереми Бентам. Въпреки това с течение на времето първият придобива все повече социалистически възгледи, докато вторият започва да мисли, че свободният пазар (и по-конкретно, правото на работниците да се местят и да избират работодателите си и къде да работят), ще освободи работниците от зависимостта им от капиталистите.
В ранна възраст Оуен е загубил всякаква вяра в преобладаващите форми на религия и измислил свое собствено кредо, което той считал за изцяло ново и оригинално откритие. Опорни точки в неговата философия били това, че човек не гради сам характера си, а по-скоро той се изгражда за него от обстоятелства, върху които той няма контрол, които не зависят от него. Следователно не може да бъде порицаван или поощряван заради това, което е след като той е продукт на заобикалящата го среда и отношенията в нея. Този принцип води до заключението, че човек трябва да бъде поставен в подходящата среда (физическа, морална и социална) още от ранно детство, за да може характерът му да се формира правилно. На този принцип на безотговорност на човека относно влиянието, на което той е подложен, се основава цялата система на социално подобрение и образователна реформа. Те са включени в първия му труд, A New View of Society, или Essays on the Principle of the Formation of the Human Character, първото от 4 есета публикувани през 1813 г. Новите възгледи на Оуен всъщност принадлежат към една много стара философска система, а оригиналността им се открива в правилното им прилагане.

### Планове за намаляване на бедността чрез социализма (1817)
Робърт Оуен е бил филантроп. Първото му явно отклонение към социализма е въплътено в доклад от 1817 до комисия на Камарата на общините относно Закона за бедните. Той предлага програма за преодоляване на бедността основана на принципа на комуната. Хората ще живеят в общност на територия от 4 до 6 км2. Всички ще живеят в голяма сграда във формата на квадрат, с обща кухня. Всяко семейство трябва да има свой собствен апартамент. Грижата за децата до 3-годишна възраст трябва да е изцяло поверена на родителите. Тези общности биха могли да бъдат създадени от отделни лица, от енории, от графства или от държави, но във всеки случай трябва да се осъществява ефективен надзор от надлежно квалифицирани лица. Работата и задоволството от нея трябва да бъдат общи. Размерът на общността без съмнение се определя от проекта му в Ню Ланарк. Оуен защитава тази схема на реорганизация на обществото като най-добра.
По време на целия си живот Оуен не променя значително своята концепция, която изглежда както следва: оптималната бройка за добре развита работеща общност е от 500 до 3000 души; тъй като тя е предимно земеделска, трябва да притежава най-добрите машини; трябва да предлага разнообразие на заетостта, за да може всеки да работи това, в което е добър, а не това, което трябва или за което има свободно място; и трябва да е самостоятелна, доколкото е възможно. Тъй като тези отделни селища („townships“, както той ги нарича) следва да се увеличат на брой, те трябва да се обединят федеративно на кръгове от по 10, 100 и 1000, докато обхванат целия свят с един общ интерес.
В „Революцията в съзнанието и практиката на човешкия род“ Оуен твърди, че характерът се формира от два компонента – природа (Бог) и индивидуален опит (формиран от социалната среда).

## Експеримент в Америка
През 1826 г. Оуен започва своя следващ социален експеримент в Ню Хармъни, Индиана, САЩ. След около две години проектът пропада главно поради отсъствието на Оуен от управлението на общността. Но трябва да се спомене, че този път членовете на общността са били най-разнообразни: от висшата класа, скитници, авантюристи, ентусиасти и др. И. Уорун, който е един от участниците в проекта Ню Хармъни, твърди, че общността е обречена на провал поради липсата на индивидуален суверенитет и частна собственост. След дълъг период на разногласия с Уилям Алън и някои от другите му партньори, Оуен прекратява всякаква връзка с Ню Хармъни през 1828, след като губи всичките си спестявания.

## Завръщане в Англия
След завръщането си от Америка той се установява в Лондон. В този период той прави няколко по-комунистически експерименти, по-важните от които са в графство Клеър, Ирландия и в Хемпшир. През 1832 г. създава в Бирмингам „Борса за обмяна на труд“. Основната му идея е парите като инструмент на печалбата да се заменят с ползата от труда. На практика това са пазари с натурален обмен – стока срещу стока. Но и това начинание претърпява неуспех, тъй като се появява излишък от едни стоки и недостиг на други.
През 1833 г. Оуен подхваща друг проект и обявява създаването на Национален съюз на труда, който цели да групира работниците в производствени кооперации. Той също се проваля и Оуен започва да издава списание „Нов морален свят“ (на английски: New Moral World) (1834 – 1846), в което пропагандира тезата за кооперациите и социалната хармония, противопоставяйки я на частната собственост, брака и религията, които той нарича трите най-големи тирани на Западния свят.
Оуен умира в родния си град на 17 ноември 1858 г.

## Значение
Въпреки неуспеха на начинанията му, Оуен оставя забележителна следа. Той дава първи тласък на работническо законодателство и посочва необходимостта от намеса на държавата в борбата с безработицата; той има принос за теорията на промишлените кризи, която ги обяснява с несъответствието между производството и покупателната способност на масите. Той е духовен баща на кооперативното движение.
Трудовете на Оуен вдъхновяват икономическите мислители от втората половина на 19 век и служат като извор на идеи за комунизма. Неговите идеи са преосмислени от Маркс, Енгелс и Ленин. Опитът от комуните служи за пример при първите комунистически експерименти в Съветския съюз след 1917 година и при построяването на кибуци в Израел.